# Santiago Rusiñol
Santiago Rusiñol y Prats (Barcelona, 25 de febrero de 1861-Aranjuez, 13 de junio de 1931) fue un pintor del modernismo catalán, escritor y dramaturgo español que escribió en lengua catalana.

## Biografía

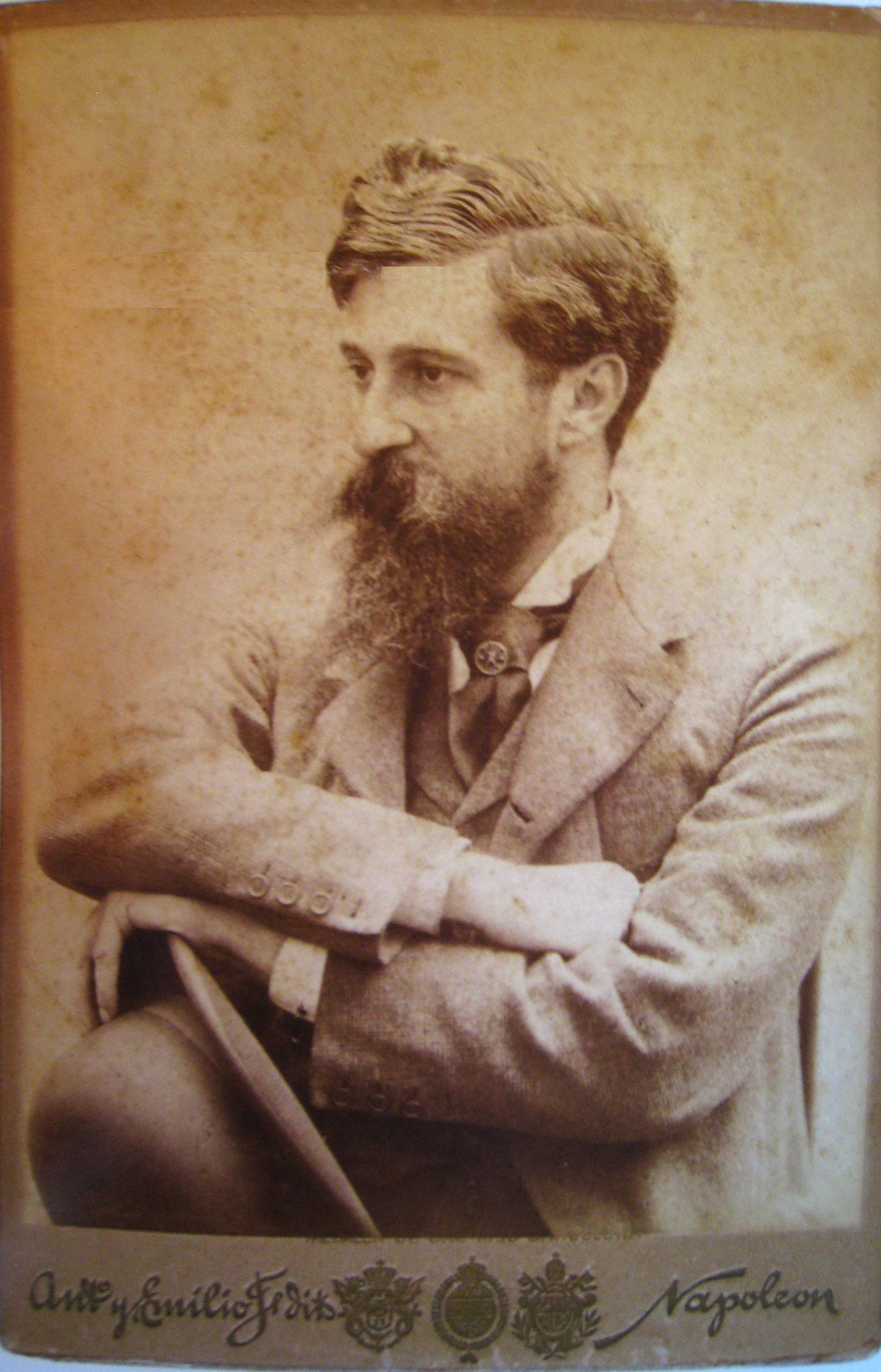
Rusiñol, retratado por los fotógrafos Napoleón (1892).

Nació el 25 de febrero de 1861 en Barcelona, en el seno de una familia de industriales del textil, procedentes de Manlleu. Mientras que su hermano Alberto se dedicó a los negocios y la política, Santiago se dedicaría a la pintura. Se formó en el Centro de acuarelistas de Barcelona y fue discípulo de Tomás Moragas. Viajó a París en 1889, donde vivió en Montmartre junto con Ramón Casas y con Ignacio Zuloaga.
Se familiarizó con el simbolismo y la pintura al aire libre. Tras regresar a España funda en Sitges el taller-museo del "Cau Ferrat", y frecuenta en Barcelona las tertulias del café Els Quatre Gats. Su posición social y económica acomodada le permitió hacer frecuentes viajes. En 1901 fue a Mallorca con Joaquín Mir.
En 1908 recibió la medalla de la Exposición Nacional de Bellas Artes.
Su pintura está muy influida por los impresionistas y tiene temática paisajista, tanto rural como urbana, retratos y composiciones simbólicas de inspiración modernista. Al comienzo de su carrera incluía figuras humanas. En las etapas finales sólo pintaba paisajes, especialmente de los Reales Sitios como Aranjuez y La Granja. Entre sus obras más destacadas figuran La morfina y La medalla, ambas de 1894.
En su obra literaria, siempre en catalán, se incluyen poemas en prosa (Oracions, 1897), dramas como L'alegria que passa (1898), Cigales y formigues (1901), La bona gent (1906) o El místic (1903) y novelas costumbristas como L'auca del senyor Esteve (1907), que fue adaptada al teatro por el propio Rusiñol en 1917, La niña Gorda (1914), El català de La Mancha (1917)o En Josepet de Sant Celoni. Excepción fue un relato autobiográfico titulado Impresiones de arte, publicado en 1897 como regalo a los suscriptores de La Vanguardia, escrita en español. También escribió para periódicos como La Vanguardia o revistas como L'Esquella de la Torratxa.  
Fue un personaje importante de la Renaixença literaria y cultural de Cataluña, y del mundo intelectual y bohemio de la Barcelona de su tiempo.
Estuvo en Buenos Aires, en Rosario y en Córdoba para el centenario de la Revolución de Mayo, en 1910; estrenando obras suyas. Sus impresiones de la Argentina fueron recogidas en Del Born al Plata (Barcelona, 1911). Falleció el 13 de junio de 1931 en Aranjuez.

## Homenaje

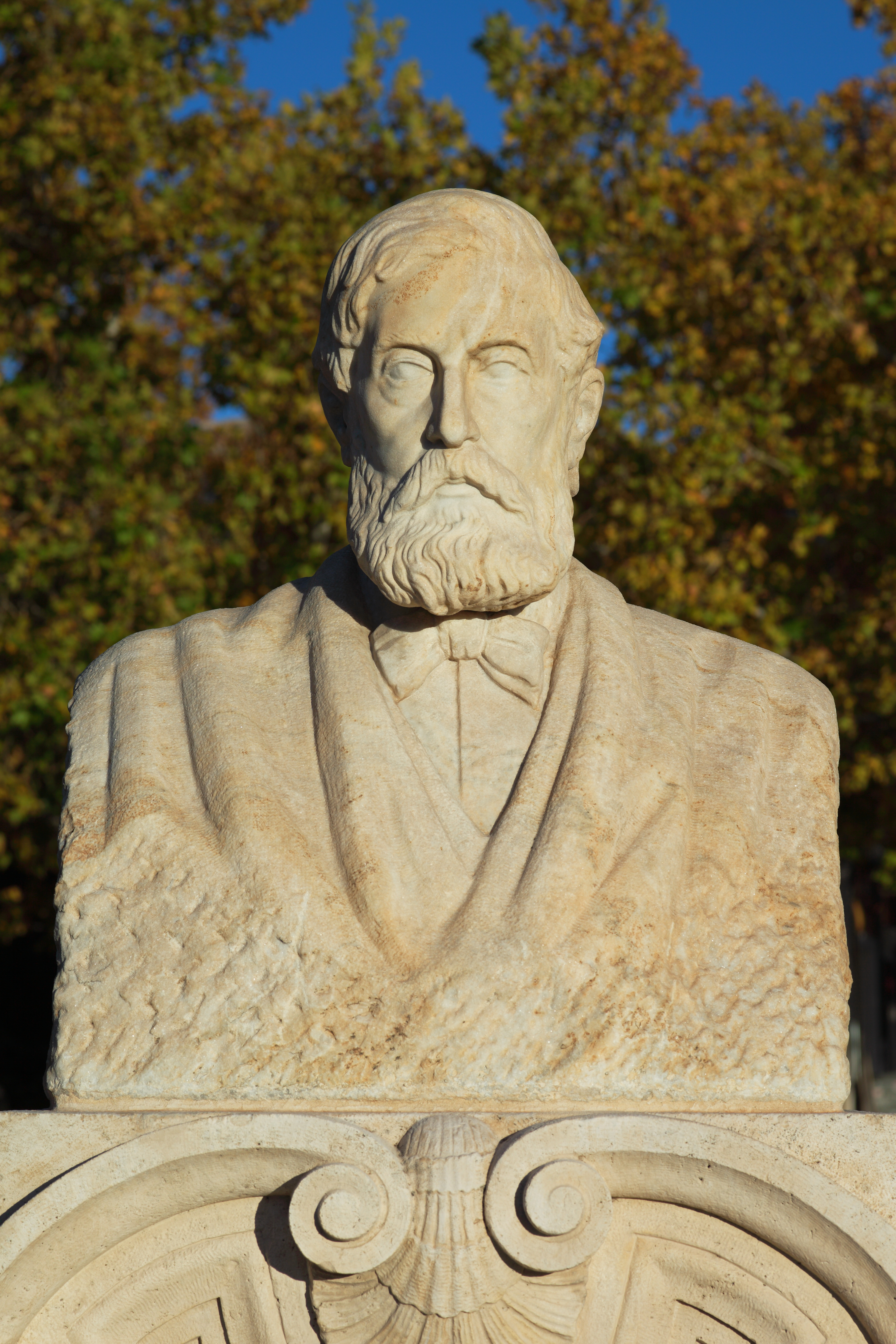
Monumento a Santiago Rusiñol, Aranjuez.

Del 13 de junio de 2006 hasta el 13 de junio de 2007, en el 75.º aniversario de su muerte, las ciudades de Sitges y Aranjuez celebraron el llamado Año Rusiñol, con multitud de eventos culturales sobre la figura de este artista catalán.

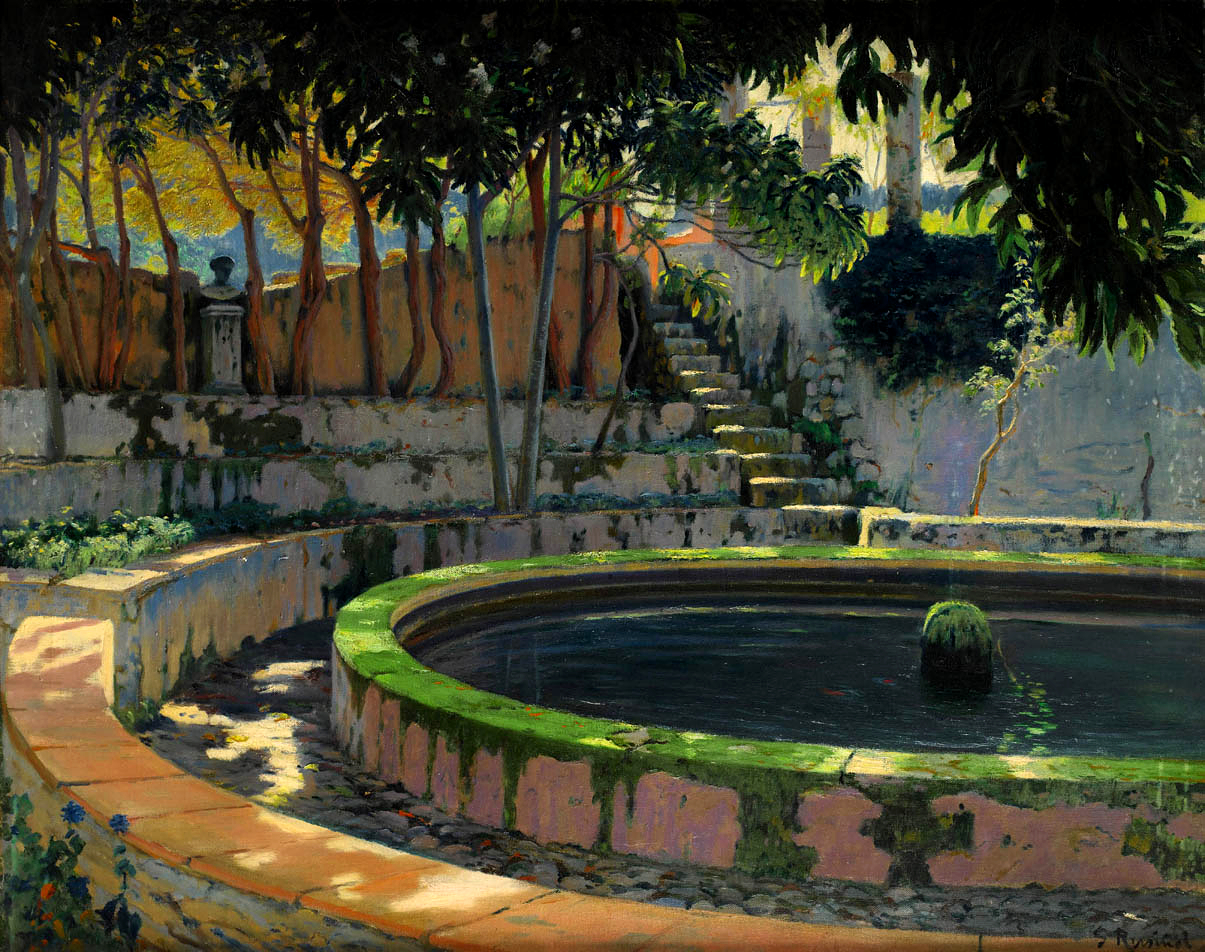
Jardín de las Elegías. Son Moragues (c. 1903). Jardín y alberca de la finca Son Moragues del archiduque Luis Salvador de Austria en Mallorca.
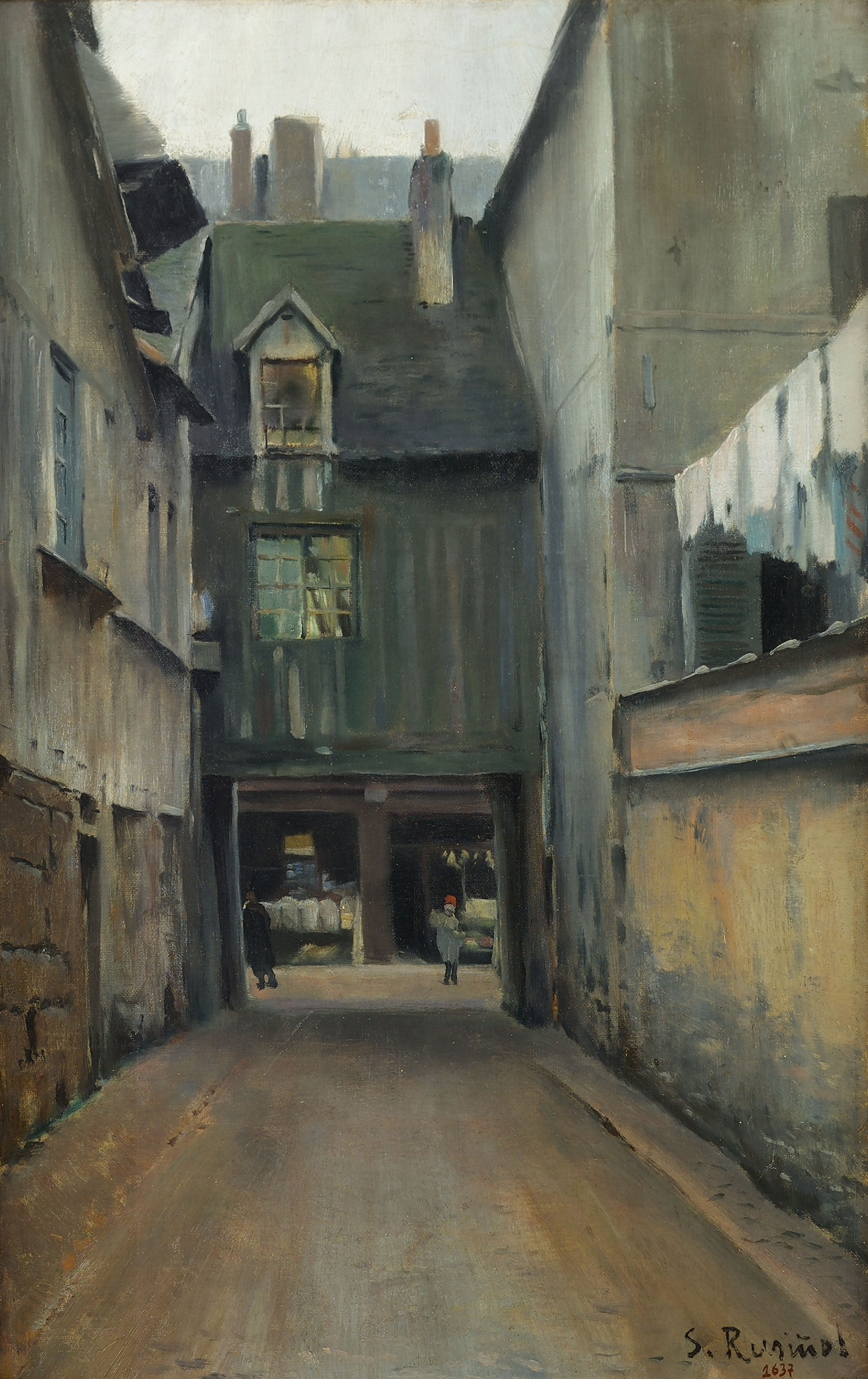
Calle de Rouen. Biblioteca Museo Víctor Balaguer.
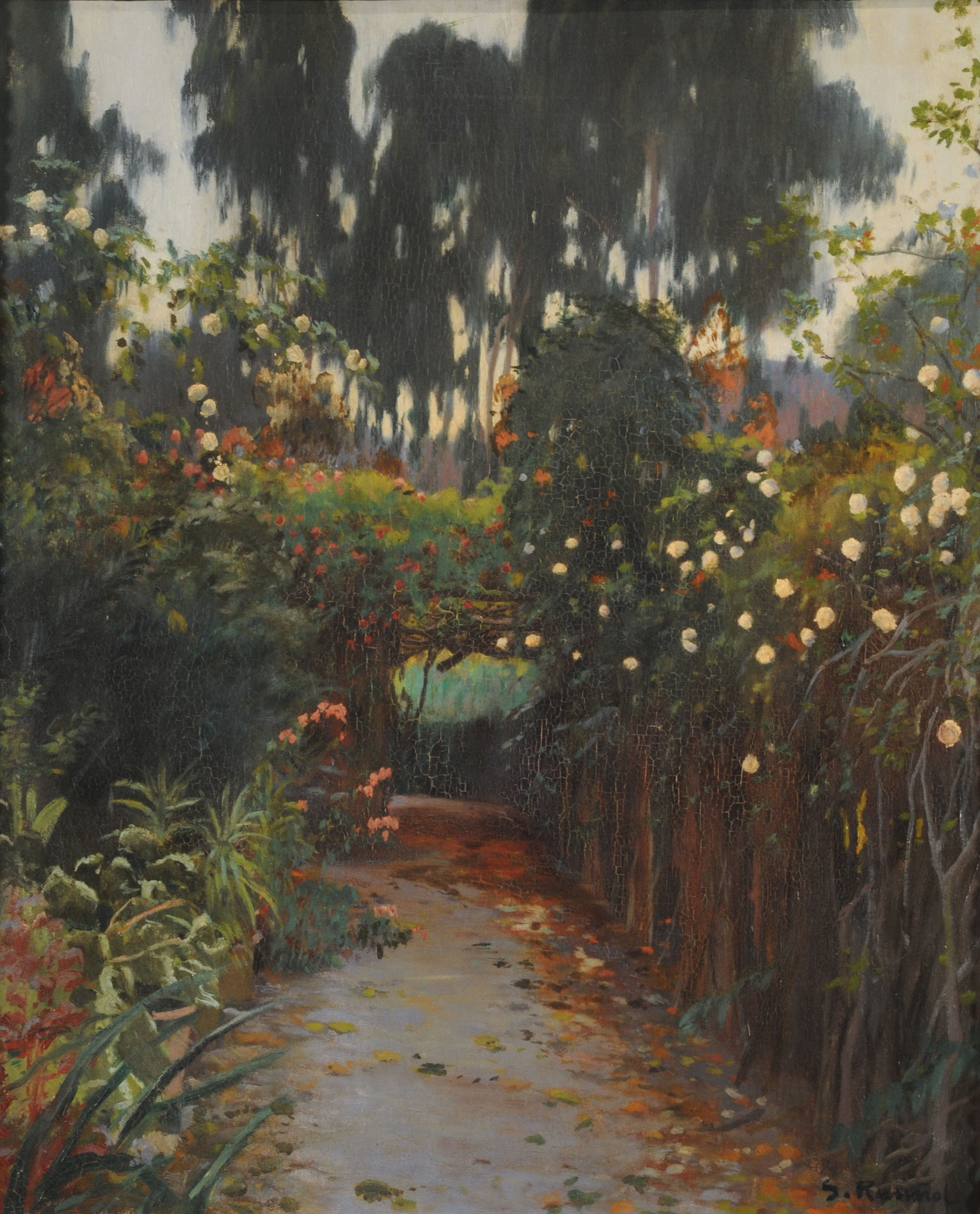
Camino de rosas. Museo Nacional de Bellas Artes, Buenos aires.
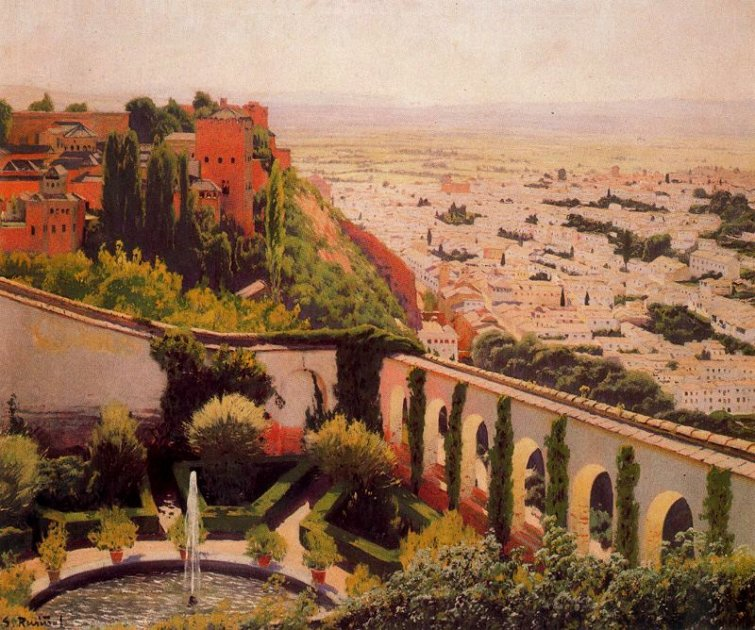
Jardines del Generalife (1898). Museo de Montserrat.